# جونیور براون (بازیکن فوتبال)
جونیور براون (انگلیسی: Junior Brown؛ زادهٔ ۷ مهٔ ۱۹۸۹) بازیکن فوتبال اهل بریتانیا است.
از باشگاه‌هایی که در آن بازی کرده‌است می‌توان به باشگاه فوتبال منزفیلد تاون، باشگاه فوتبال ترانمره راورز، باشگاه فوتبال کرو آلکساندرا، باشگاه فوتبال اسکانتورپ یونایتد، باشگاه فوتبال هالیفاکس تاون، باشگاه فوتبال آکسفورد یونایتد، باشگاه فوتبال فلیتوود، باشگاه فوتبال نورتویچ ویکتوریا، و باشگاه فوتبال شروزبری تاون اشاره کرد.